# Борис Апостолов (футболист)
Вижте пояснителната страница за други личности с името Борис Апостолов.
Борис Георгиев Апостолов е български футболист, защитник.

## Кариера
Играл е за Ботев (София), Раковски, Спартак (София), Левски (1954 – 1959), Локомотив (София) и Септември. Бронзов медалист от XVI летни олимпийските игри в Мелбърн през 1956 г. Носител на Купата на Съветската армия през 1956, 1957, 1959 с Левски и през 1960 г. със Септември. С екипа на Левски има 88 шампионатни мача, 19 мача за купата на страната, 38 международни мача и повече от 28 други мача. За „А“ националния отбор има 24 мача (1947 – 1957). Майстор на спорта (1951 г.). Футболист със стабилна игра в отбрана и спортсментско поведение на терена.
Починал на 15 януари 2009 г.